# Nordviertel (Aachen)

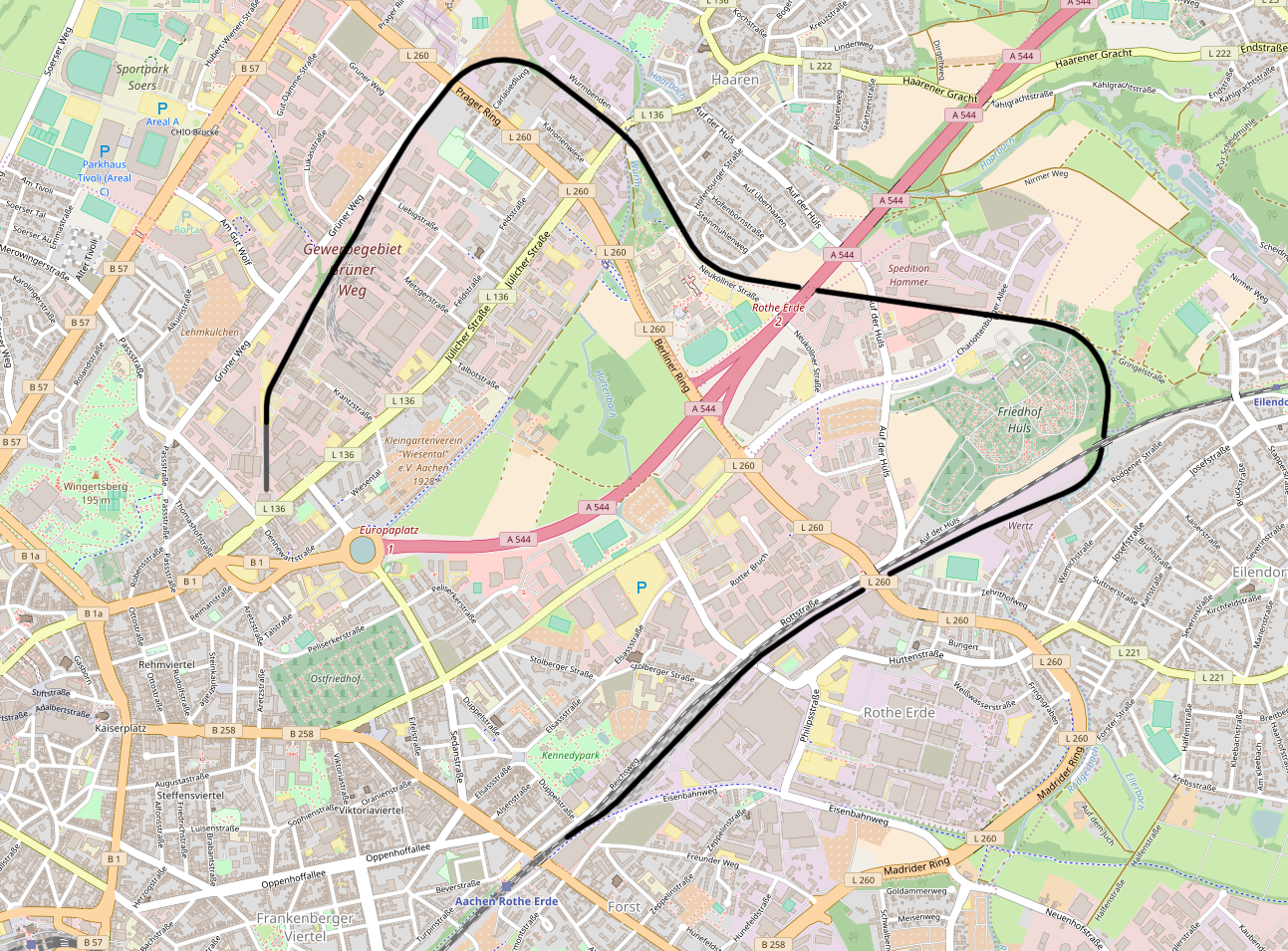
Nordviertel mit dem Gleisanschluss der Industriebahn vom Bahnhof Aachen-Rothe Erde (im Süden) zum Bahnhof Aachen Nord im Gewerbegebiet Grüner Weg

Das Nordviertel ist ein Stadtgebiet von Aachen, das wegen seiner besonderen problematischen Sozialstruktur und seiner historischen Industrieansiedlung sowie den gewachsenen Arbeitervierteln in das Förderprogramm Soziale Stadt für die Dekade 2010 bis 2019 aufgenommen wurde. In diesem Viertel wohnen circa 15.500 Einwohner und es umfasst eine Fläche von rund 300 Hektar. Es liegt geografisch zwischen dem Grünen Weg im Nordwesten, dem Prager Ring im Nordosten an der Grenze zum Stadtteil Haaren, der Autobahn und dem Ostviertel im Südosten, dem Adalbertsteinweg mit dem angrenzenden Frankenberger Viertel im Süden sowie dem Alleenring und der Passstraße im Westen. Das Viertel ist ein heterogener Stadtteil und das Ergebnis von Stadterweiterungen ab Mitte des 19. Jahrhunderts. Er gliedert sich in drei Teilgebiete: in das Industriegebiet mit der zentralen Achse Jülicher Straße, in das Wohngebiet bestehend aus dem Rehm- und Ungarnviertel sowie den Quartieren Feldstraße, Liebigstraße und Wiesental, und ferner in die Wurmauen rund um Gut Kalkofen.

## Charakteristik

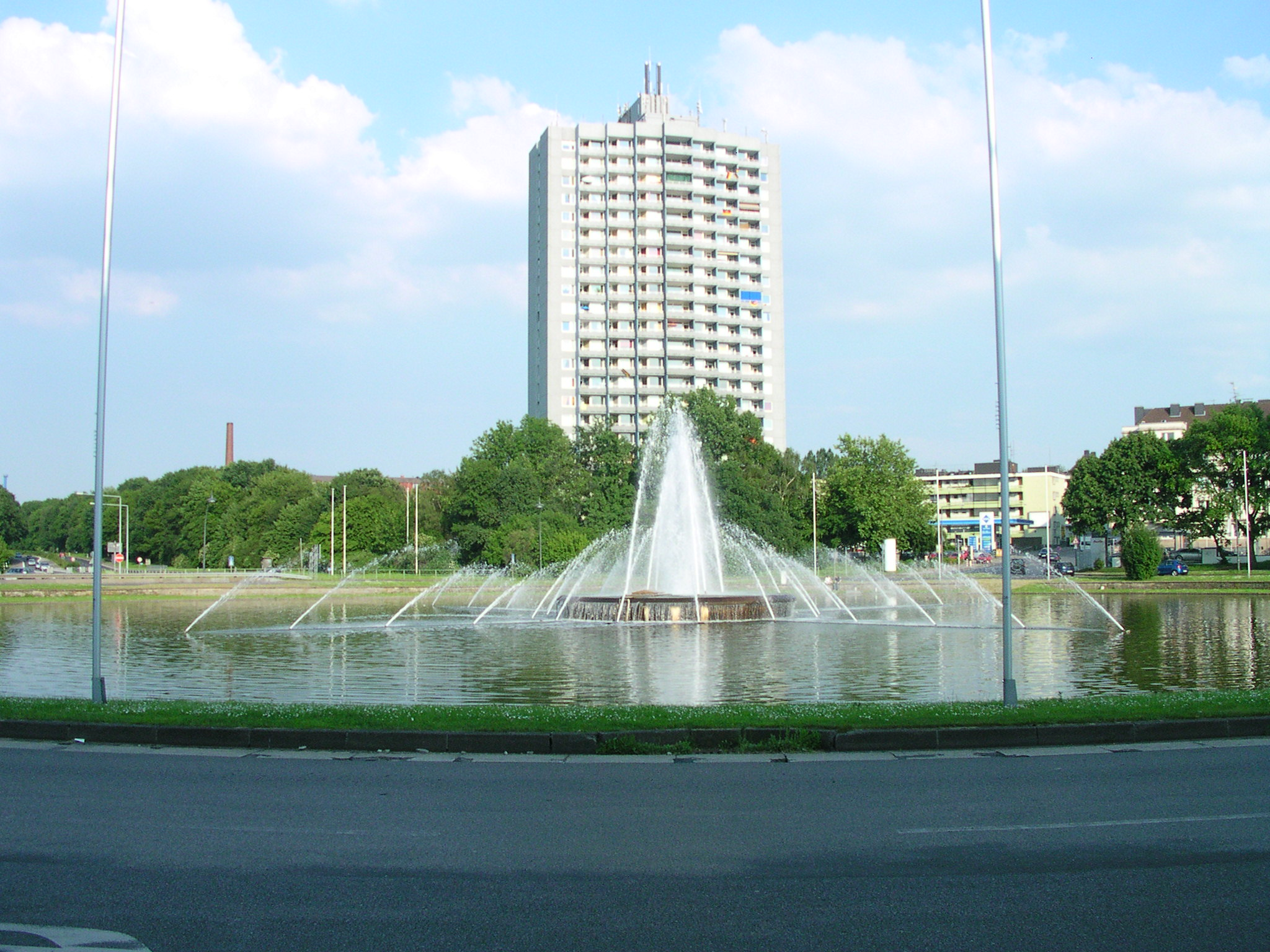
Europaplatz – Entrée ins Nordviertel

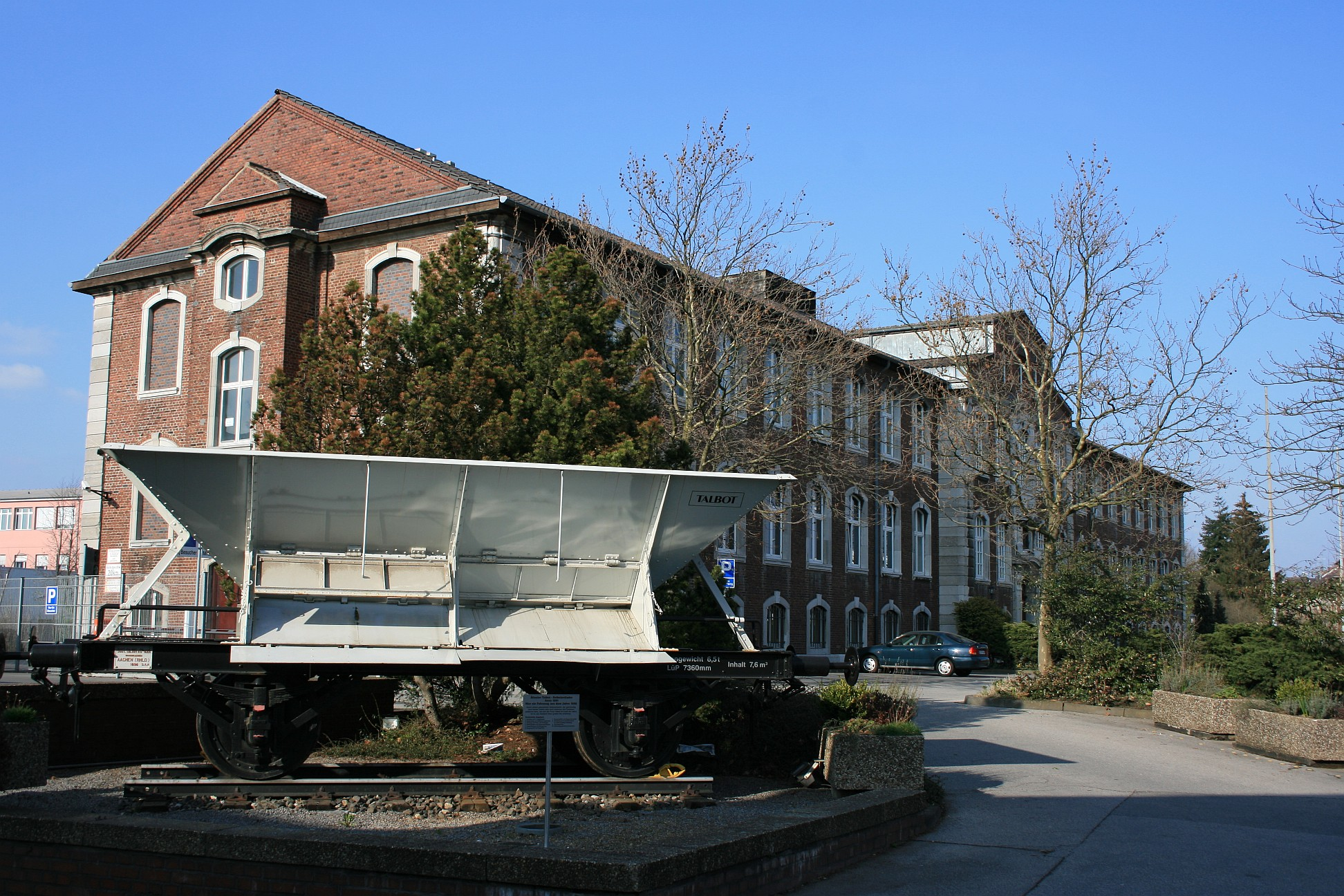
Direktionsgebäude Waggonfabrik Talbot

Aachen-Nord ist aufgrund seiner geografischen Lage seit alters her eines der am stärksten frequentierten Einfallstore zur Stadt Aachen. So war im Mittelalter und in der Frühen Neuzeit die Wegeverbindung von Jülich durch das Kölntor nach Aachen vor allem für Händler und die Truppen der Grafen von Jülich von besonderer Bedeutung, und heute ist es der Autobahnzubringer A 544 vom Autobahnkreuz Aachen mit dem zentral im Viertel gelegenen Europaplatz als Endpunkt. Das pulsierende Herz von Aachen-Nord ist das Industriegebiet, auf dem sich ab dem frühen 19. Jahrhundert renommierte Großbetriebe angesiedelt hatten, die entweder zum Teil nicht mehr existieren bzw. einem massiven Strukturwandel unterworfen waren oder sich noch immer darin befinden. Als eines der ehemals größten Unternehmen ließ sich 1860 die Waggonfabrik Talbot an der Jülicher Straße nieder. Seit 2014 und nach einem Prozess der drohenden Schließung werden dort mittlerweile unter der neuen Firmierung „Talbot Service GmbH“ unter anderem Elektrofahrzeuge für die StreetScooter GmbH angefertigt. Bereits 1875 war Talbot von der Aachener Industriebahn an deren Gleisnetz angeschlossen worden und erhielt mit dem neuen Bahnhof Aachen Nord, den einzigen Kopfbahnhof Aachens. Mit Ausnahme von den Werksgleisen zur Talbotfabrik blieben bis 1980 Bahnhof und Bahnverbindungen in Betrieb, die damit maßgeblichen Einfluss auf den weiteren Ausbau der Industrieansiedlungen entlang der Jülicher Straße hatten.
Etwa zur gleichen Zeit wie Talbot siedelte sich in unmittelbarer Nachbarschaft die auf Textilmaschinen spezialisierte Maschinenfabrik Krantz an, die 1992 nach dem allmählichen Niedergang der Aachener Tuchindustrie ihre Rechte für den Maschinenbau an die Deutsche Babcock verkaufte. Ihre ehemalige Zentrale an der Jülicher Straße wurde anschließend zu einem Industrie- und Service-Center für Gewerbetreibende aller Art umstrukturiert.

ehemalige Unternehmen um 1920 (Auswahl)
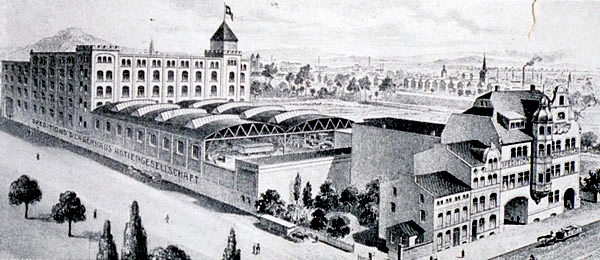
SPELAG
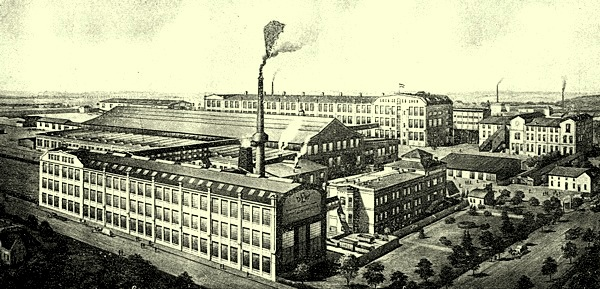
Garbe, Lahmeyer & Co
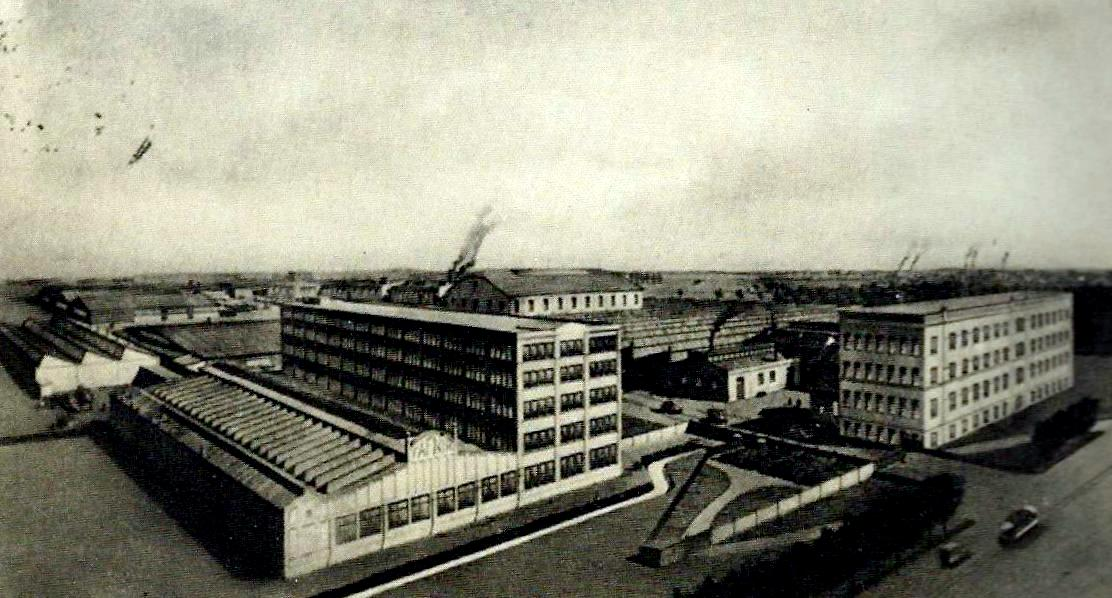
Fafnir-Werke
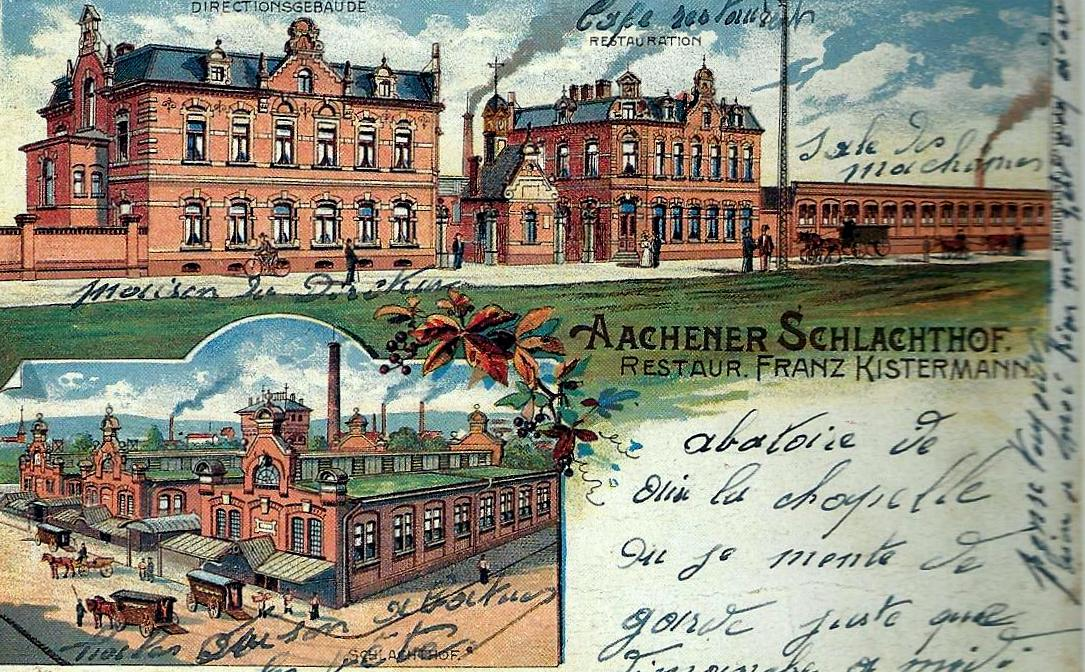
Alter Schlachthof Aachen

Weitere einst erfolgreiche und im Gewerbegebiet des Nordviertels ansässige Firmen waren das 1837 gegründete Transportunternehmen „Charlier & Scheibler“ an der Ecke Jülicher Straße/Dennewartstraße, das 1898 in die Speditions- und Lagerhaus AG (SPELAG) überging und 1932 von der Schenker AG übernommen wurde, sowie die von 1897 bis 1925 produzierenden Fafnir-Werke am Ende der Jülicher Straße gegenüber dem Quartier Feldstraße und die von 1913 bis 1997 produzierende „Fabrik für Eisenkonstruktionen Heinrich Paulus“ an der Liebigstraße. Ferner hatten unter anderem der von 1884 bis 2009 existierende Getränkeabfüller Aachener Kaiserbrunnen am Nordbahnhof, das von 1886 bis 1993 produzierende Werk für Elektrotechnik und Transformatoren Garbe, Lahmeyer & Co. an der Krantzstraße, der von 1894 bis 2002 betriebene Alte Schlachthof Aachen an der Metzgerstraße und die von 1928 bis 1988 bestehende Schirmfabrik Brauer an der Lombardenstraße ihren Hauptsitz im Industriegebiet.

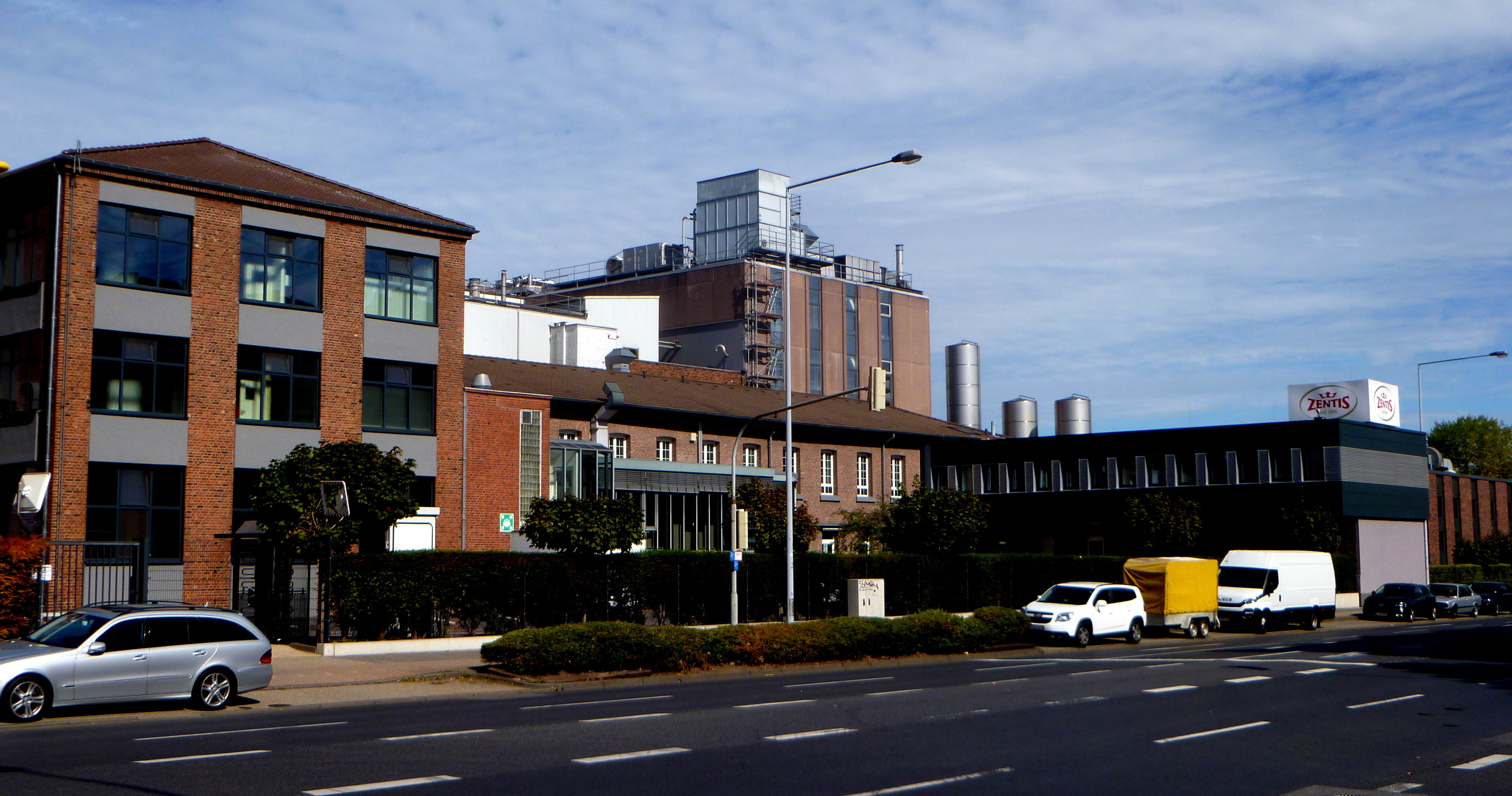
Zentis, Hauptwerk Aachen

Darüber hinaus hatten im Jahr 1917 das Süßwarenunternehmen Zentis und 1938 die ursprüngliche Textilmaschinenfabrik und heutige Spezialfabrik für Spalt- und Schneidemaschinen „Fecken & Kirfel“ ihre Zentralen von der Aachener Innenstadt an die Jülicher Straße verlegt. Im Jahr 1967 folgten die Stadtwerke Aachen an die Lombardenstraße, in deren Nachbarschaft sich die „regio iT gesellschaft für informationstechnologie mbh“ als Kommunales Gebietsrechenzentrum niederließ, sowie im Jahr 1993 das Technologiezentrum Aachen am Europaplatz. Weitere neue, zumeist kleinere Betriebe oder Start-up-Unternehmen füllten im Laufe der Jahrzehnte entlang der Jülicher Straße und des Grünen Weges und vorhandene oder entstandene Lücken auf.
Das westlich des Industriegebiets sich anschließende Wohngebiet wurde erst mit der zunehmenden Bedeutung der Gewerbeflächen erschlossen. Es galt vorher als Sumpfgebiet und war geprägt von den aus der Stadt heraus fließenden Gewässern Pau und Wurm sowie von einigen alt eingesessenen Mühlenbetrieben. Maßgeblich verantwortlich für die Erschließung des südlich der Jülicher Straße vor dem Kaiserplatz liegenden Bereichs war der Immobilienspekulant Gerhard Rehm, nach dem das Viertel Rehmviertel genannt wird. Mitte der 1860er-Jahre kaufte er das Areal auf und ließ dort sowohl zahlreiche hochwertige Häuser im Stil des Historismus als auch Arbeiterblocks für die Industriearbeiter errichten. In diesem Viertel etablierten sich zudem einige für lange Zeit erfolgreiche Tuchfabriken wie beispielsweise die Tuchfabriken „Dechamps & Drouven“ (von 1872 bis 1970) in der Rudolfstraße oder „Wilhelm Peters & Co.“ (von 1924 bis 1961) in der Ottostraße, die ihrerseits wohnortnahe Arbeitsplätze schafften. Zugleich wurde auch das nördlich der Ausfallstraße und östlich des Aachener Stadtgartens gelegene Ungarnviertel im Bereich des aufgegebenen Robenshofes ebenfalls als Wohnquartier hergerichtet. Darüber hinaus entstanden in den 1920er-Jahren vor allem durch die Familie Talbot nördlich und südlich des Europaplatzes sowie im Bereich Wiesental weitere größere Siedlungsblocks für Werksarbeiter. Nach dem Zweiten Weltkrieg wurden die einzelnen Wohnbereiche und die entstandenen Baulücken durch Neubauten ausgeweitet und verdichtet. Die Bevölkerung in diesen Gebieten setzt sich mehrheitlich zusammen aus niedrigen oder mittleren Einkommensgruppen bei einer sozialversicherungspflichtigen Erwerbstätigkeit von unter 38 % sowie mit einem Ausländeranteil von mehr als 27 % und einer gegenüber dem Durchschnittswert der Gesamtstadt höheren Zahl an Arbeitslosen.

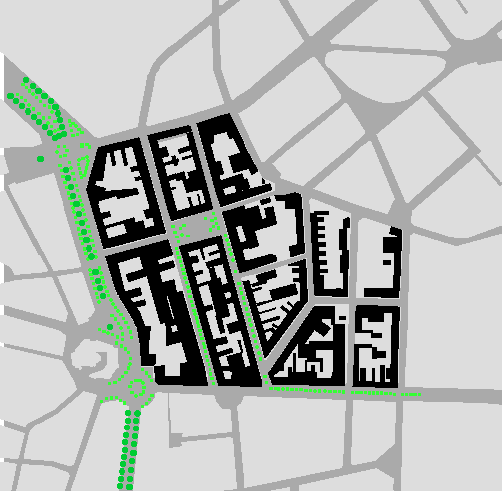
Rehmviertel 1925

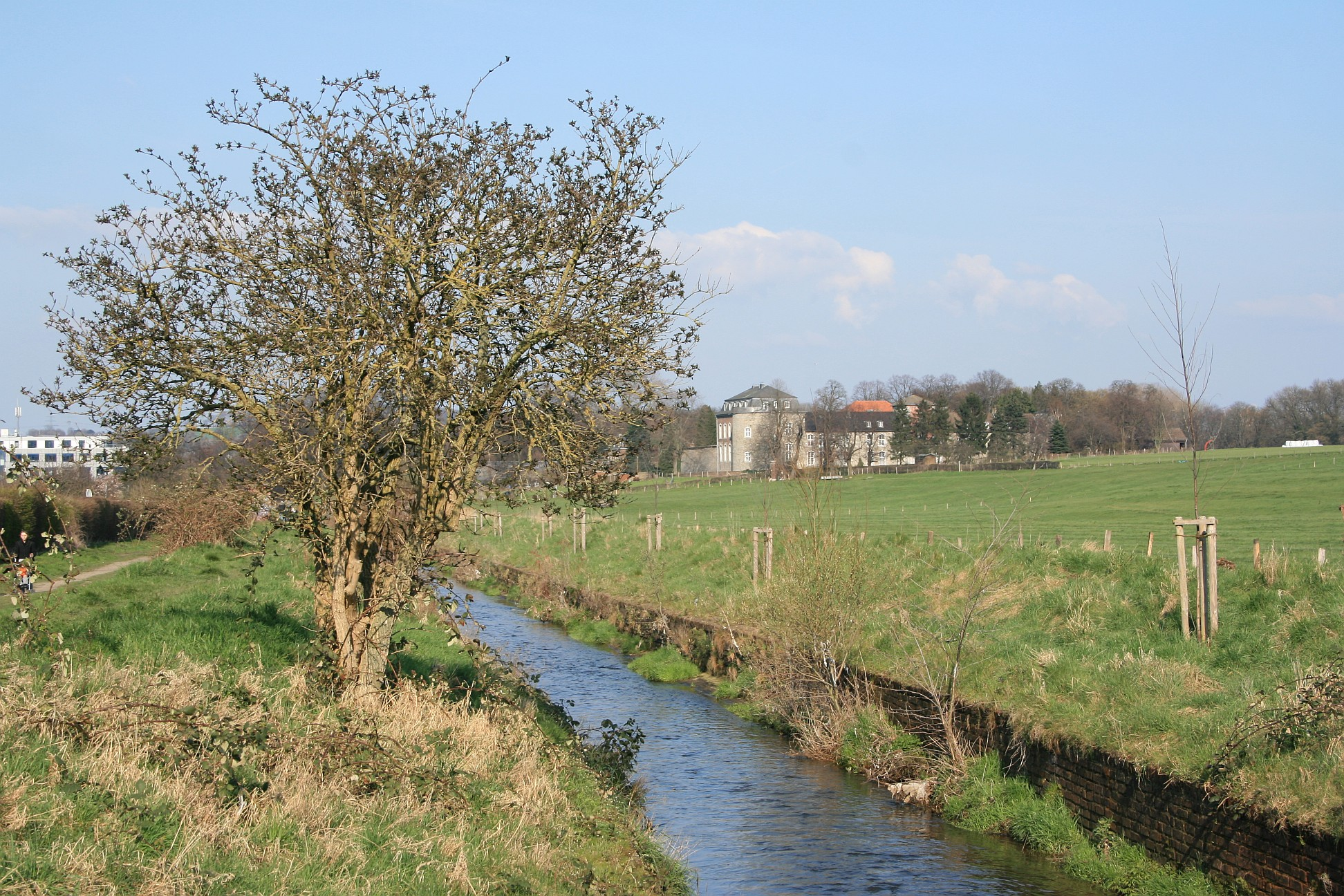
Gut Kalkofen im Landschaftsschutzgebiet Wurmauen

Bei dem dritten Flächenbereich von Aachen-Nord handelt es sich um die in der Einleitung genannten Wurmauen, die sich vom Europaplatz bis zur Ortsgrenze nach Haaren hin erstrecken. In diesen befindet sich das zentral gelegene Gut Kalkofen, ein alter Gutshof aus dem 14. Jahrhundert, der um 1750 von Johann Joseph Couven zum Lustschloss umgebaut worden war. Darüber hinaus gehört als größere zusammenhängende Grünfläche der 1803 parkähnlich angelegte Aachener Ostfriedhof geografisch ebenfalls zum Stadtviertel Aachen-Nord.
Für die religiösen Belange der Katholiken im Nordviertel war bis zu ihrer Profanierung im Jahr 2011 die Pfarre St. Elisabeth zuständig und seitdem ist es nur noch St. Martin. Den evangelischen Gläubigen steht die Friedenskirche oder je nach religiöser Ausrichtung die Freikirchen der Vineyard-Gemeinde oder seit 2008 der Apostolischen Gemeinschaft zur Verfügung. Die muslimischen Mitbürger finden ihren religiösen Treffpunkt in der schiitisch-islamischen Abazar-Moschee und in der 2015 eröffneten Mansour-Moschee der Ahmadiyya-Muslim-Gemeinschaft.

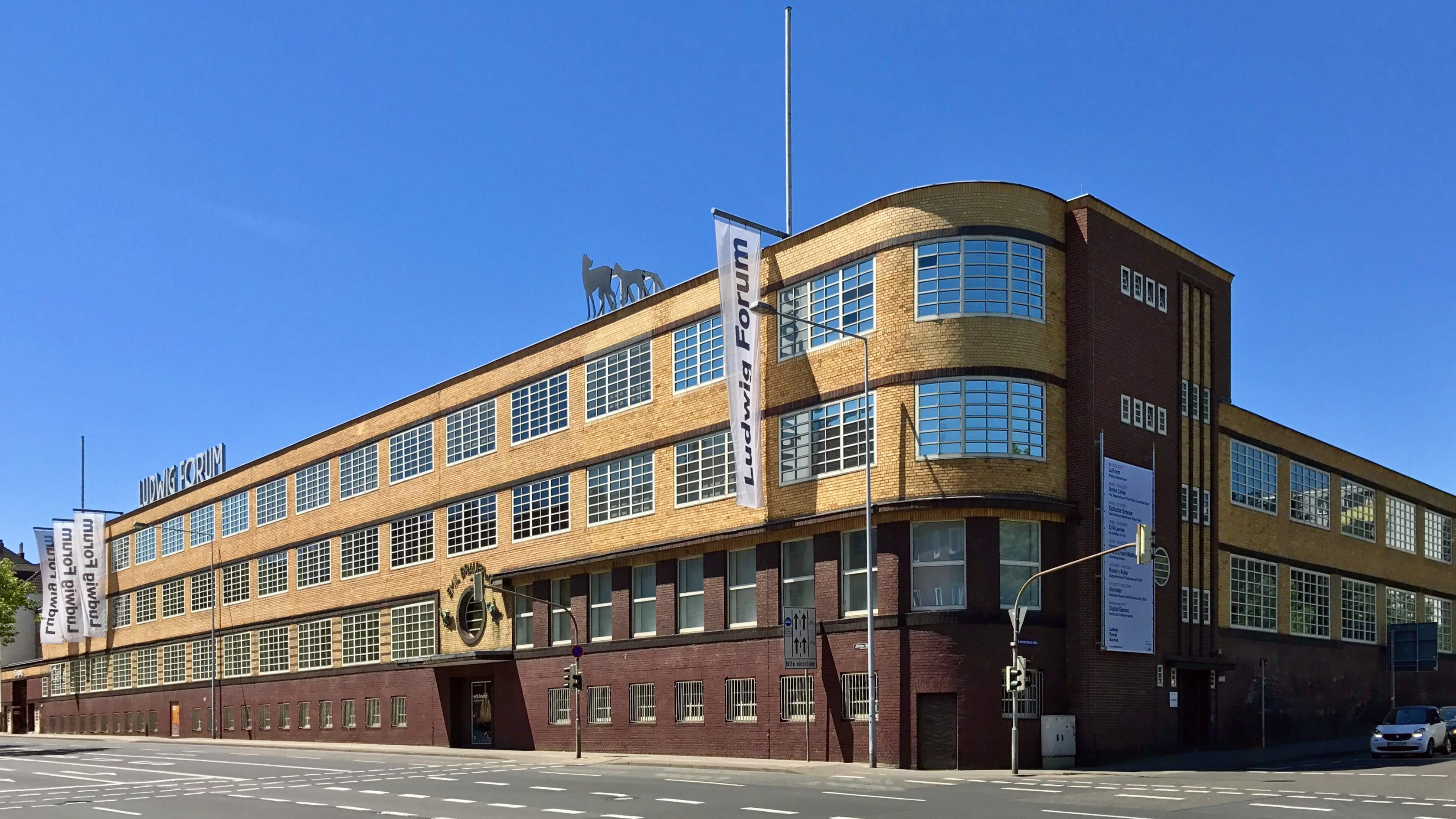
Ehemalige Schirmfabrik Brauer, jetzt Ludwig-Forum für Internationale Kunst

In den Wohnquartieren wird der schulische Bedarf durch zwei katholische Grundschulen sowie je einer Gemeinschaftshauptschule, Realschule und städtischen Förderschule gedeckt. Kulturell war das Nordviertel über Jahrzehnte eher weniger gut bestückt und erst in den 1990er-Jahren zog das Ludwig Forum für Internationale Kunst in die stillgelegte Schirmfabrik Brauer ein und das Das-Da-Theater sowie die Diskothek Star Fish bezogen Räumlichkeiten in der Nachbarschaft des ehemaligen Schlachthofes.

## Projekte im Rahmen des Programms Soziale Stadt
Nachdem sich die Infrastruktur im Nordviertel zum Ende des letzten Jahrtausends weiter verschlechtert hatte und die ortsansässige Großindustrie vor einschneidenden wirtschaftlichen Veränderungen stand, führte dies zu einer hohen Arbeitslosenquote insbesondere unter den Jugendlichen im Viertel, infolgedessen überdurchschnittlich viele Menschen von der Sozialhilfe leben müssen. Daraufhin sah sich die Stadt Aachen veranlasst, Städtebauförderung für Stadtteile mit besonderem Entwicklungsbedarf beim Bundesministerium für Umwelt, Naturschutz, Bau und Reaktorsicherheit und bei der Landesregierung von Nordrhein-Westfalen zu beantragen, da sie mit eigenen finanziellen Mitteln dazu selbst nicht in der Lage war. Gemäß den rechtlichen Vorgaben beteiligen sich zahlreiche örtliche Vereine, Institutionen und Unternehmen, die gewoge, die zuständigen Pfarren aller Konfessionen sowie Bürgerinitiativen und engagierte Einzelbürger an der Planung der notwendigen Vorhaben zur Verbesserung des Wohn-, Arbeits- und Lebensraums im Nordviertel. Nachdem die zuständigen Gremien dem Konzept der Stadt Aachen zugestimmt hatten, stehen mittlerweile zudem aus dem Verfügungsfond „Soziale Stadt“ im Zeitraum von 2010 bis 2019 jährlich 77.500 € für die Gestaltung bereit, wobei für die Einzelprojekte allerdings nicht mehr als 10.000 € bei 20 % Eigenbeteiligung betragen dürfen. Seitdem konnten über 100 Einzelprojekte umgesetzt werden, darunter unter anderem:

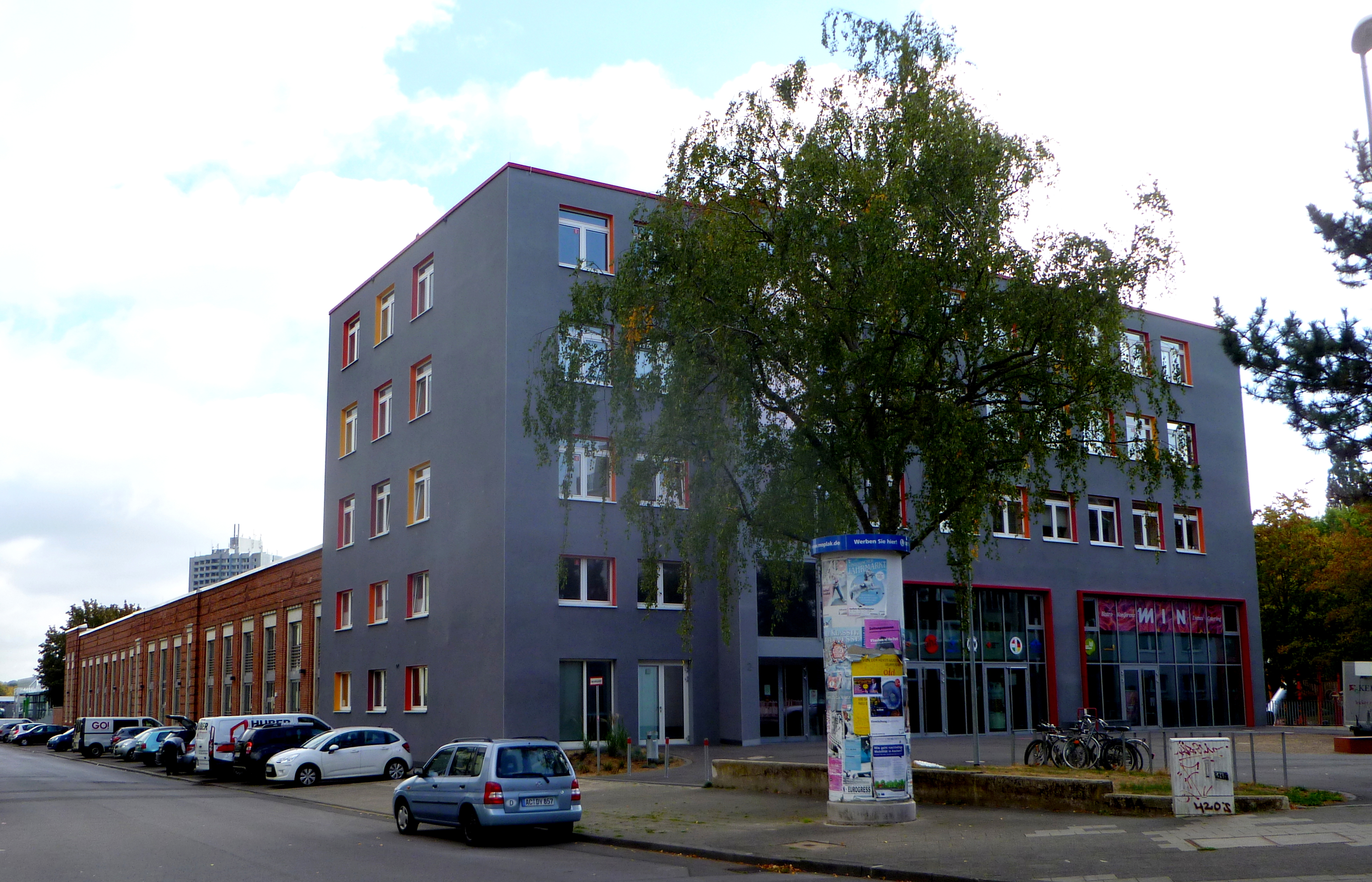
Depot Talstraße

- Ausbau des ehemaligen Straßenbahndepots der ASEAG in der Talstraße zu einem soziokulturellen Treffpunkt sowie Veranstaltungsort für größere und kleinere Events. Von 1925 bis 1977 diente der Bau als Großgarage für Straßenbahnen und Busse und anschließend bis zum Umbau als Unterstell- und Montageplatz für Karnevalswagen. Mit der Einweihung im Februar 2017 und der Inbetriebnahme durch den Kulturbetrieb der Stadt Aachen wurde dort das Stadtteilbüro für Stadtteilkonferenzen, Lenkungs- und Arbeitsgruppen eingerichtet. Weitere regionale Institutionen unter anderem des DRK, der Jugendberufshilfe, des Deutschen Kinderschutzbundes, des Mieterschutzvereins folgten. Darüber hinaus bezogen das Atelierhaus Aachen e. V., die Stadtteilbibliothek, ein Jugendtreff und der Ungarisch-deutsche Freundeskreis Räumlichkeiten im Depot.[10][11] Seit 2017 gehört das Depot zu den Veranstaltungsorten des internationalen Kulturfestivals across the borders.
- Ausbau und Gestaltung des öffentlichen Raums durch zeitgemäße Umgestaltung,  moderne Stadtmöblierung und neue Stadtbegrünung. Ebenso wird die Umgestaltung der industriell geprägten Jülicher Straße als sichere und zugleich attraktivere Verkehrsader in Angriff genommen. Darüber hinaus sind für den Prämienweg zur und entlang der Wurm verbesserte Zugangsmöglichkeiten mit verkehrsicheren und barrierefreien Querungen und eine stabilere Wegequalität sowie die Neupflanzung von Bäumen und Sträuchern und das Aufstellen von Ruhezonen eingeplant, mit deren Umsetzung ab 2019 begonnen werden soll.[12]
- Wohnumfeldverbesserungen und strukturelle Aufwertung der einzelnen Quartiere durch bedarfsgerechten Neubau und Lückenschließungen. Ferner Restaurierung und energiesparende Sanierung der Siedlungsbauten aus der Gründerzeit inklusive Fassaden- und Begrünungsprogramme. Sämtliche Spielplätze in Aachen Nord werden ebenso wie ein Großteil der Schulhöfe neu und sicherer gestaltet und mit modernen Spielgeräten ausgestattet. Ein Schwerpunkt der Planungen war die 2015 fertiggestellte so genannte „Spiellinie“ zwischen dem Park des Ludwig Forums, dem Ungarnplatz und dem Stadtgarten, die in ihrer Art bisher einzigartig in Aachen ist.[13]
  - In den mittlerweile abgeschlossenen Maßnahmen für das Rehmviertel lag der Schwerpunkt im Besonderen auf der Neugestaltung und Verschönerung von Rehm-, Wenzel- und Oberplatz als sichere Anlaufpunkte für Nachbarschaftspflege, Kommunikation, Spiel und Sport und Straßenfeste[14][15]
  - Bei den Maßnahmen im Quartier Burggrafenstraße handelt es sich um die Kernsanierung und den Ausbau der denkmalgeschützten „Talbotsiedlung“ nach modernen Standards sowie um vereinzelte Neubaumaßnahmen und verbesserte Infrastruktur beispielsweise durch neue Tiefgaragen. Diese Veränderungen erfolgen unter dem Aspekt des staatlich geförderten sozialen Wohnungsbaus und werden 2018 abgeschlossen sein[16]
  - Im Quartier Feld- und Liebigstraße konzentrierten sich die Fördermaßnahmen auf die Verbesserung der Lebensqualität im Bereich des Martinsplatzes als zentralen Treffpunkt sowie auf die Aufwertung des Abenteuerspielplatzes „Kirchbäumchen“ als multifunktionalen Spiel- und Bewegungsort. Während die Arbeiten rund um den Martinsplatz im April 2018 abgeschlossen werden konnten, dauern die Ausbesserungen am „Kirchbäumchen“ bis in das Jahr 2019 an.[17]
  - Im Bereich des Quartiers Wiesental profitieren vor allem die dortige große Kleingartenanlage sowie die Grünanlagen und Spielplätze an den Wurmauen von den Fördermitteln „Soziale Stadt“. Darüber hinaus plant die gewoge, ihre dortigen Bestände langfristig zu modernisieren und brachliegende Flächen  zu entwickeln[18]

Neben den zahlreichen Einzelprojekten wurden darüber hinaus zahlreiche Dauerprojekte ins Leben gerufen, von denen ein Teil auch außerhalb des Förderzeitraumes weiterhin bestehen bleiben und zum Teil von kommunaler Hand, kirchlichen Einrichtungen, privaten Förderern sowie sozialen und karitativen Vereinen gesponserten werden sollen. Dazu gehören unter anderem:
- Nachbarschaftstreffen, Müttercafés, Beratung und Orientierung für junge Eltern etc.
- Stadtteilzeitung, Theater- und Filmprojekte, Kunst- und Kulturangebote für Jedermann im Ludwig-Forum und in den Quartieren sowie Kunstmessen wie beispielsweise die alle zwei Jahre stattfindende Comiciade, sowie herausragende Sonderveranstaltungen wie beispielsweise 2019 die Criminale.
- Wirtschaftsförderung Aachen-Nord, Sprachkurse, Fachfortbildungen etc.

Themenübergreifend und unabhängig von der Förderung „Soziale Stadt“ fand in den Jahren 2016/2017 mit Unterstützung der NRW.Bank der bundesweite „Schlaun-Wettbewerb“ für Studierende und Berufseinsteiger aus den Bereichen Architektur, Bauingenieurswesen sowie Städtebau und Landschaftsplanung unter dem Motto „Aachen Nord 2030“ statt. Hierbei wurden Arbeiten vorgestellt und prämiert, die Lösungen für das gesamte Viertel Aachen-Nord aufzeigen sollen und von den zuständigen Stellen in der Stadt Aachen aufgegriffen werden können. Parallel dazu wurde im gleichen Zeitraum von der Stadt Aachen eine Studie zur „Standort- und Marktanalyse der Gewerbeflächen Aachen-Nord“ beim Architekturbüro Kadawittfeldarchitektur und in Zusammenarbeit mit dem Werkzeugmaschinenlabor (WZL) der RWTH Aachen in Auftrag gegeben, die schwerpunktmäßig die langfristigen Planungen für den Strukturwandel in dem Gewerbegebiet zwischen Jülicher Straße und Grüner Weg sowie die der Neugestaltung der dortigen Infrastruktur über den Förderzeitraum des Projektes Soziale Stadt hinaus zum Ziel hat.
Im Rahmen dieser Planungen und Programme wurden in einem ersten Schritt beispielsweise der Umbau der Hallen des ehemaligen Transformatorenbauers Garbe & Lahmeyer und des Maschinenbauers Krantz unter der Firmierung „Krantz Center für Industrie und Service“ für Kleingewerbe weitestgehend umgebaut und vermietet sowie die Gebäude des Schlachthofes zu Büroräumen für Dienstleistungsunternehmen oder für Veranstaltungen denkmalgerecht saniert und umgewidmet. Für die nächsten Jahre ist bereits eine zeitgemäße Sanierung des Grünen Weges mit einer besseren Ausnutzung des dortigen Gewerbegebietes, das sich rückseitig an die großen Flächen von Talbot, Krantz, Zentis und Schlachthof bis zu den städtischen Gasbehältern anschließt, genehmigt worden.

Impressionen Nordviertel Aachen (Auswahl)
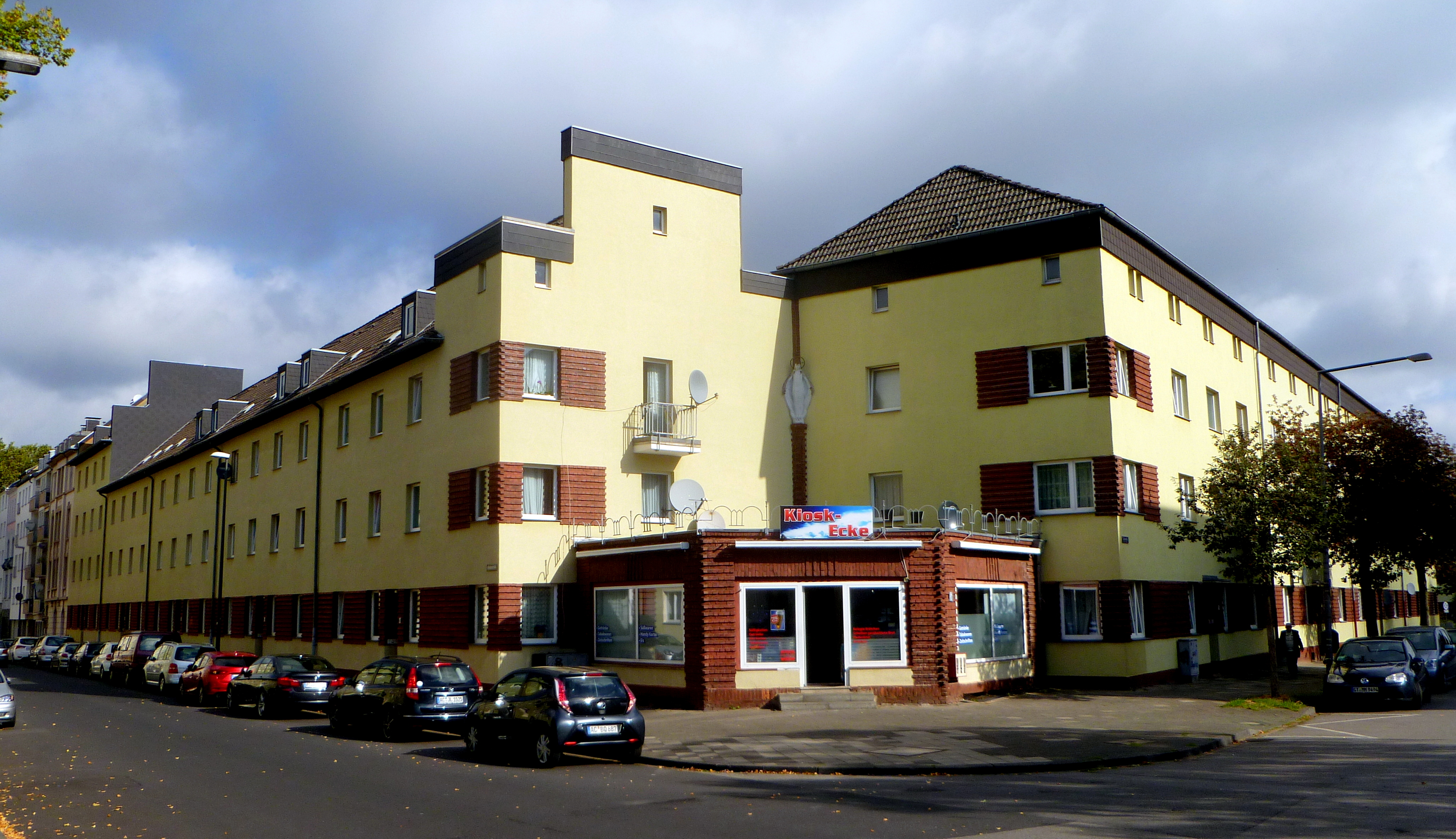
Sanierter Siedlungsbau im Rehmviertel
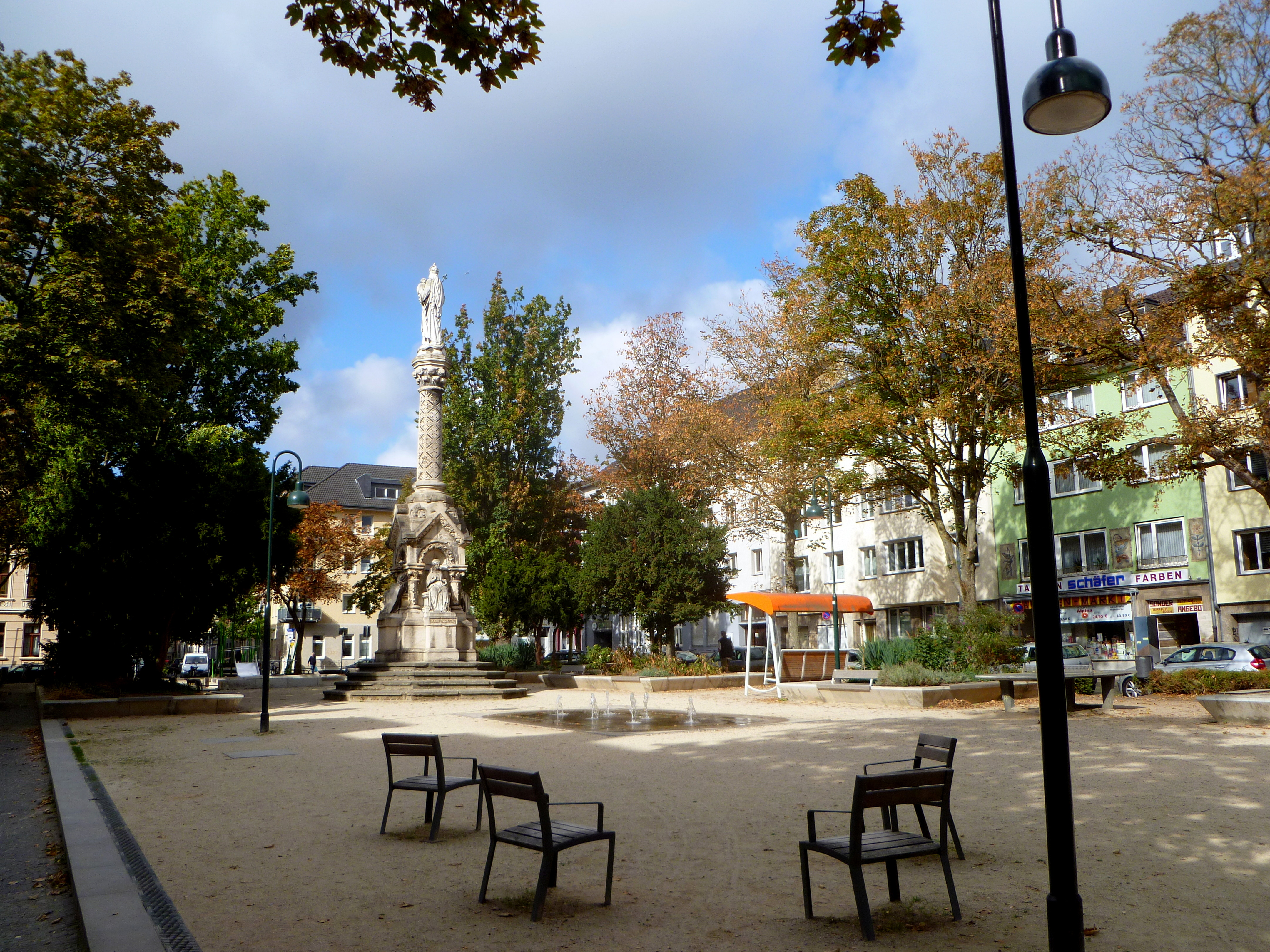
Treffpunkt Rehmplatz
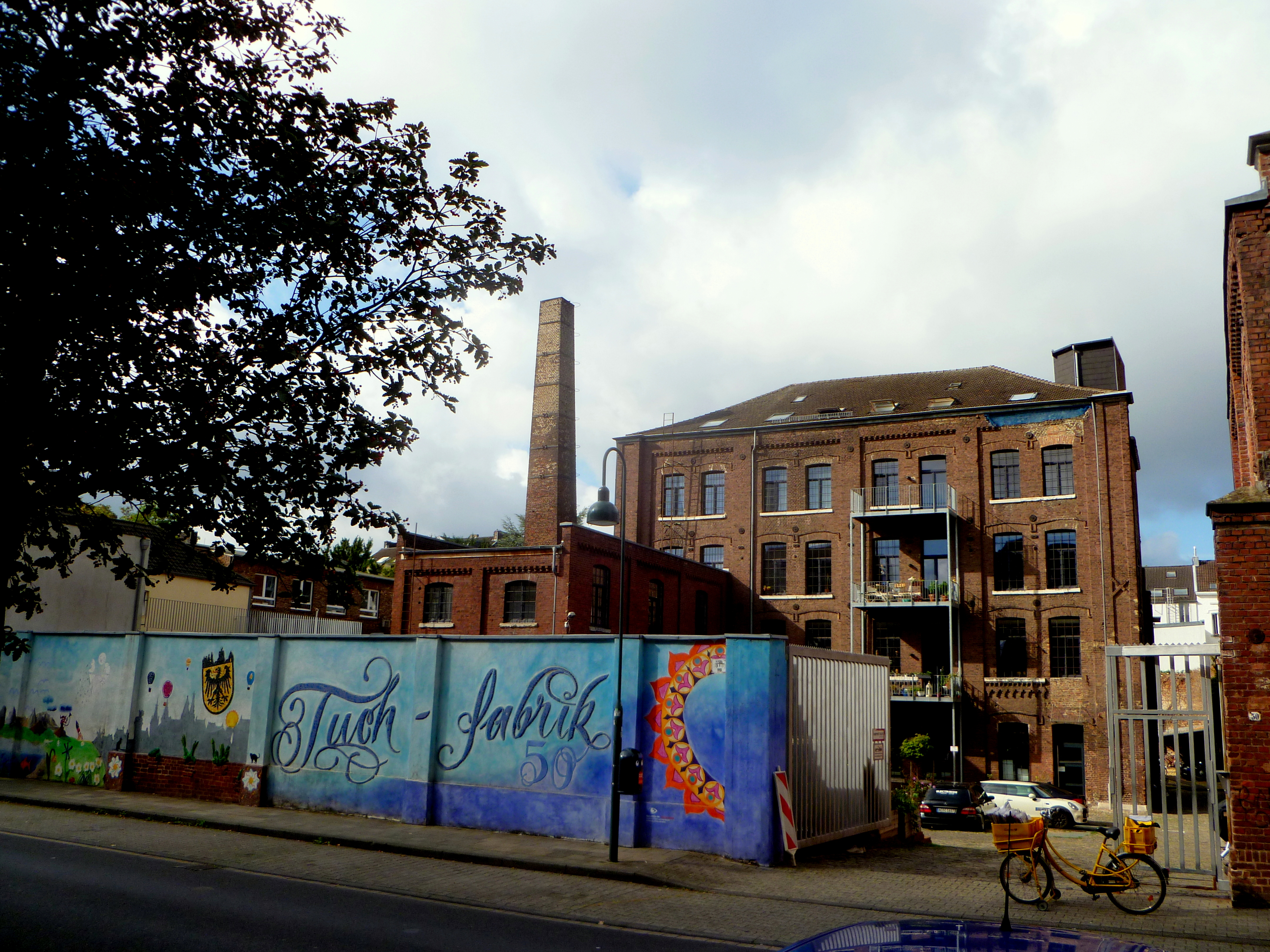
Ehemalige Tuchfabrik Peters, jetzt Wohnhaus und Ateliers
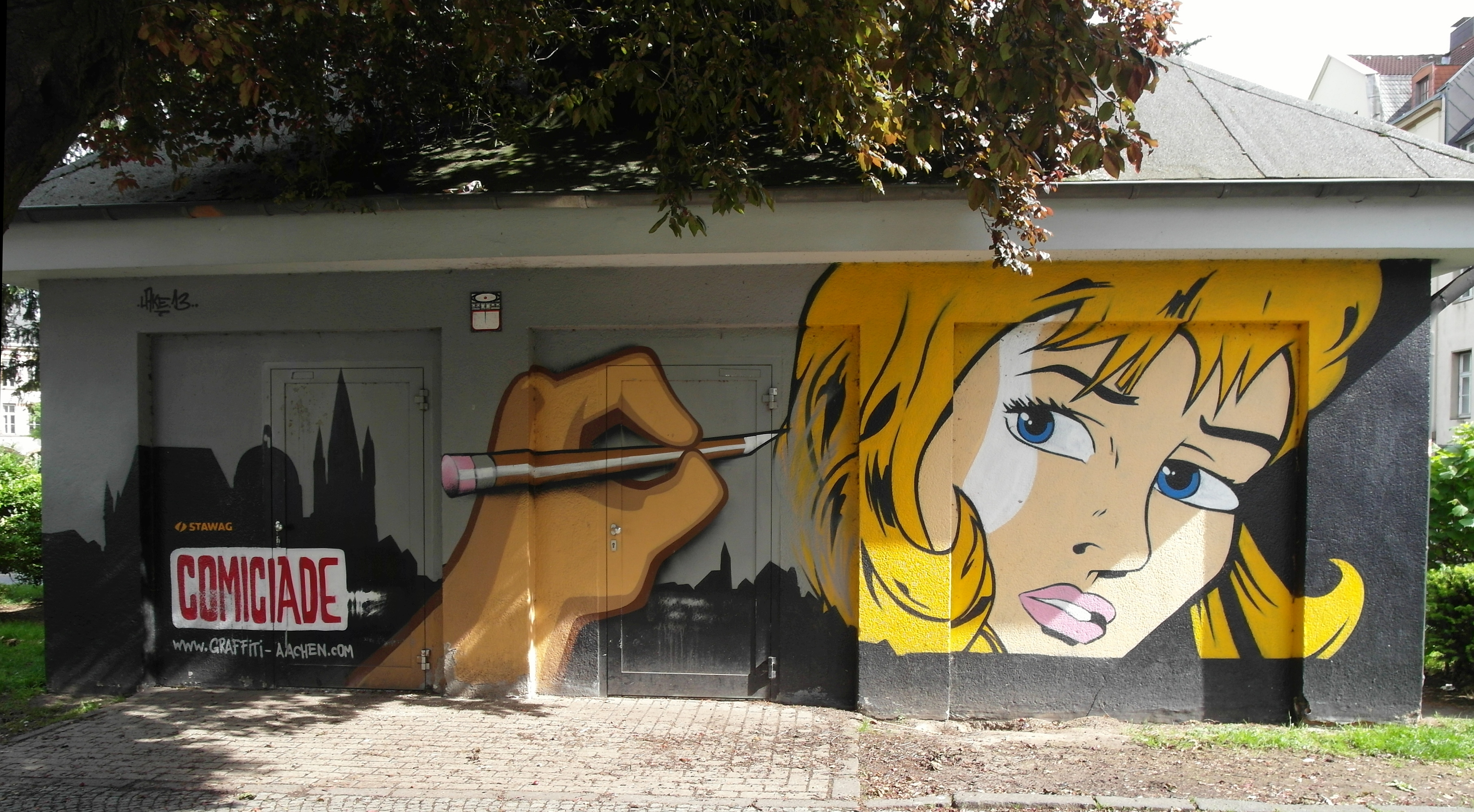
Streetart auf dem Blücherplatz anlässlich der Comiciade 2014
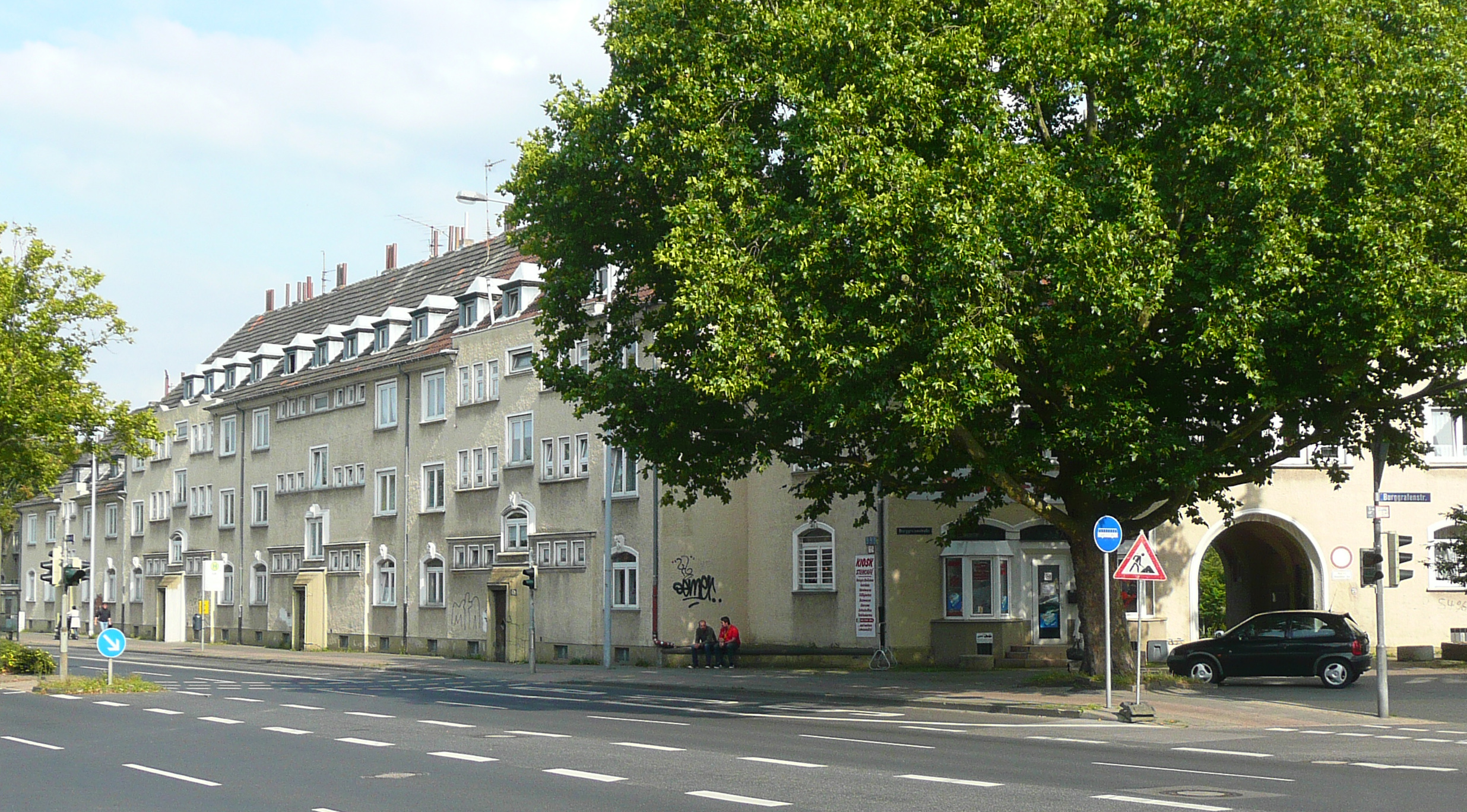
Talbotsiedlung Quartier Burggrafenstraße
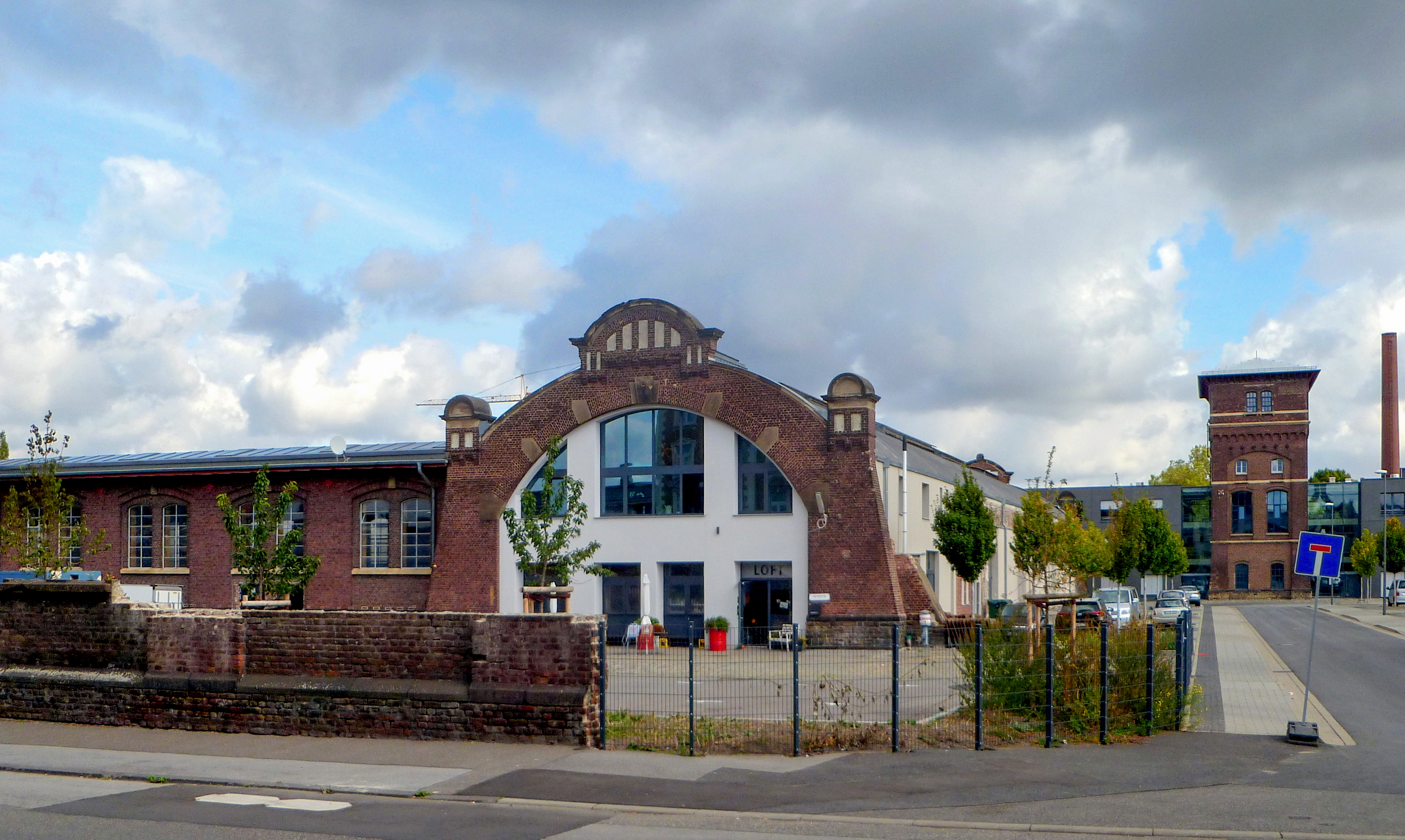
Alter Schlachthof Aachen, Eventhalle und Bürotrakt am Wasserturm
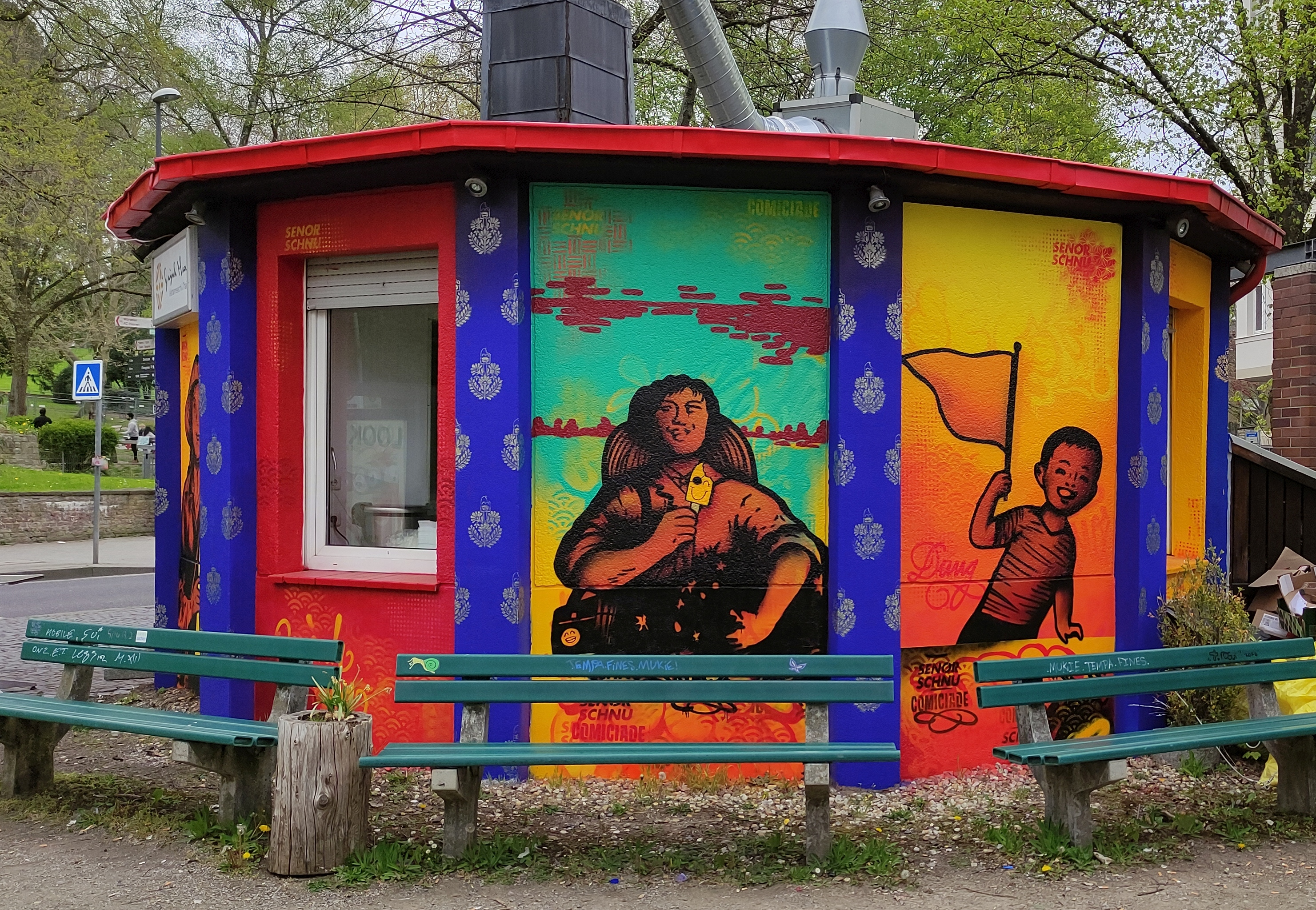
Streetart-Fassade eines Kiosks auf dem Ungarnplatz (Comiciade 2021)